# Australian Open 2014
De 102e editie van het Australische grandslamtoernooi, het Australian Open 2014, werd gehouden tussen 13 en 26 januari 2014. Het toernooi in het Melbourne Park te Melbourne was de 88e editie voor de vrouwen.
Bij zowel het enkelspel voor de mannen als dat voor de vrouwen begon het toernooi op de dertiende van januari. Bij beide dubbelspelen begon het toernooi twee dagen later en het gemengd dubbelspel begon pas de zeventiende. De finale van het vrouwendubbelspel werd op vrijdag de vierentwintigste gespeeld. De finales van het mannendubbelspel en het vrouwenenkelspel vonden op zaterdag de vijfentwintigste plaats. Het toernooi werd afgesloten met de finales van het gemengd dubbelspel en het mannenenkelspel op zondag de zesentwintigste.

## Samenvatting
Bij het mannenenkelspel was de Serviër Novak Đoković de titelverdediger en bij de vrouwen was dit Viktoryja Azarenka uit Wit-Rusland. De titelverdedigers bij het mannendubbelspel waren de Amerikaanse tweelingbroers Bob en Mike Bryan. Bij de vrouwen ging de titel in 2013 naar het Italiaanse duo Sara Errani en Roberta Vinci. Titelverdediger bij het gemengd dubbelspel was het Australische koppel Jarmila Gajdošová en Matthew Ebden.
Bij het mannenenkelspel greep de Zwitser Stanislas Wawrinka zijn eerste grandslamtitel. De Chinese Li Na veroverde bij de vrouwen haar eerste Australian Open-titel. De winst van het mannendubbelspel ging naar Łukasz Kubot (Polen) en Robert Lindstedt (Zweden) – voor ieder van hen was het de eerste grandslamtitel. Bij het vrouwendubbelspel wisten de Italiaanse titelverdedigsters Sara Errani en Roberta Vinci hun titel te prolongeren. Ten slotte wist het Frans/Canadese duo Kristina Mladenovic en Daniel Nestor hun tweede grandslamtitel in het gemengd dubbelspel te veroveren.

## Toernooikalender

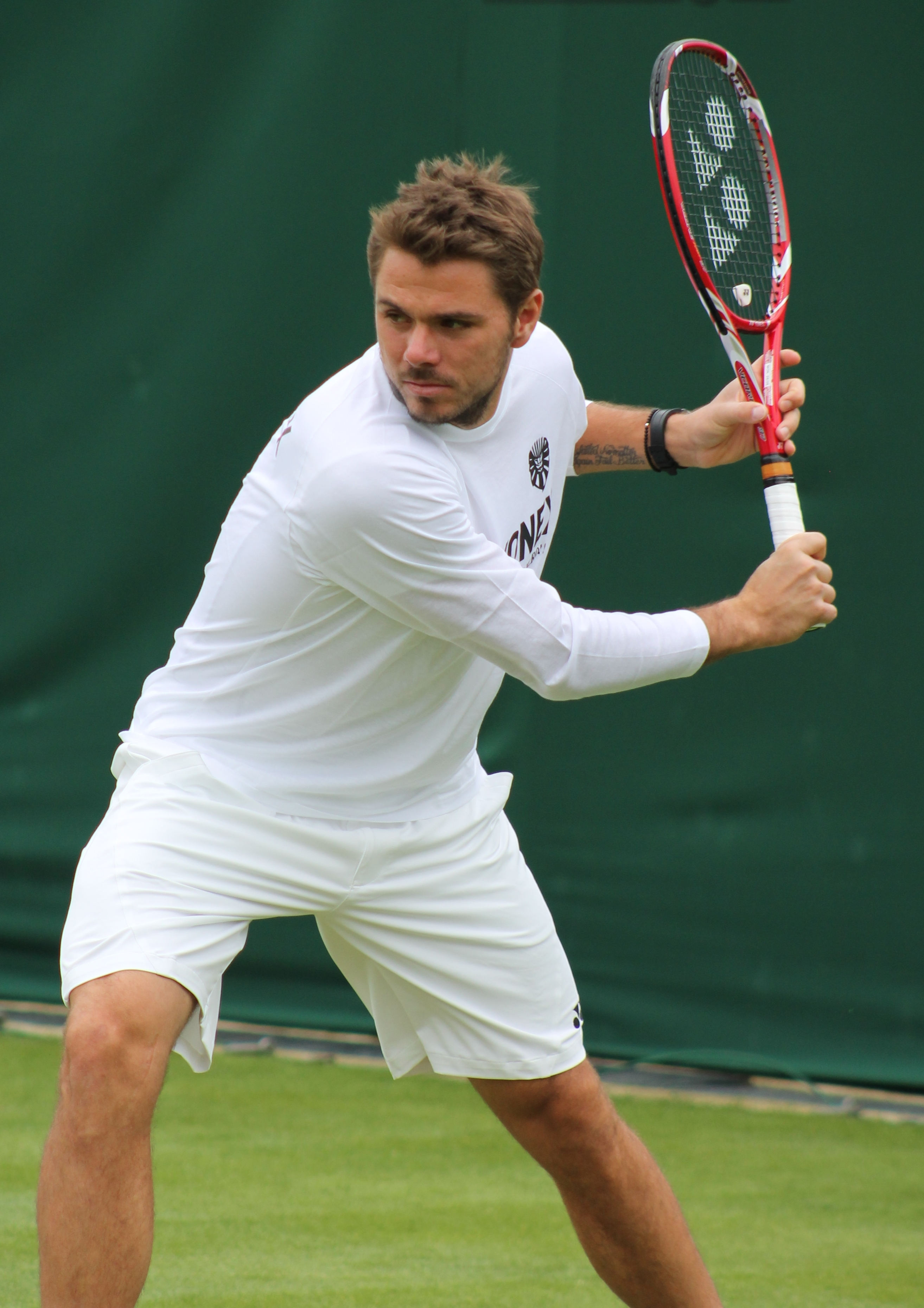
Stanislas Wawrinka, winnaar bij de mannen.

|                    | januari 2014 | januari 2014 | januari 2014 | januari 2014 | januari 2014 | januari 2014 | januari 2014 | januari 2014 | januari 2014  | januari 2014 | januari 2014 | januari 2014 | januari 2014 | januari 2014 |
| maa 13             | din 14       | woe 15       | don 16       | vrĳ 17       | zat 18       | zon 19       | maa 20       | din 21       | woe 22        | don 23       | vrĳ 24       | zat 25       | zon 26       |              |
| ------------------ | ------------ | ------------ | ------------ | ------------ | ------------ | ------------ | ------------ | ------------ | ------------- | ------------ | ------------ | ------------ | ------------ | ------------ |
| mannenenkelspel    | 1e ronde     | 1e ronde     | 2e ronde     | 2e ronde     | 3e ronde     | 3e ronde     | 4e ronde     | 4e ronde     | kwartfinale   | kwartfinale  | halve finale | halve finale |              | finale       |
| vrouwenenkelspel   | 1e ronde     | 1e ronde     | 2e ronde     | 2e ronde     | 3e ronde     | 3e ronde     | 4e ronde     | 4e ronde     | kwartfinale   | kwartfinale  | halve finale |              | finale       |              |
| mannendubbelspel   |              |              | 1e ronde     | 1e ronde     | 2e ronde     | 2e ronde     | 3e ronde     | 3e ronde     | kwartfinale   | kwartfinale  | halve finale |              | finale       |              |
| vrouwendubbelspel  |              |              | 1e ronde     | 1e ronde     | 2e ronde     | 2e ronde     | 3e ronde     | 3e ronde     | kwart- finale | halve finale |              | finale       |              |              |
| gemengd dubbelspel |              |              |              |              | 1e ronde     | 1e ronde     | 1e ronde     | 2e ronde     | 2e ronde      | kwartfinale  | kwartfinale  | halve finale |              | finale       |

## Enkelspel

### Mannen
De titel werd gewonnen door de Zwitser Stanislas Wawrinka – in de finale hield bij koppig stand tegen de als eerste geplaatste Spaanse favoriet Rafael Nadal, die hij in vier sets op de knieën kreeg. De Zwitser schreef voor het eerst de Australian Open op zijn naam.

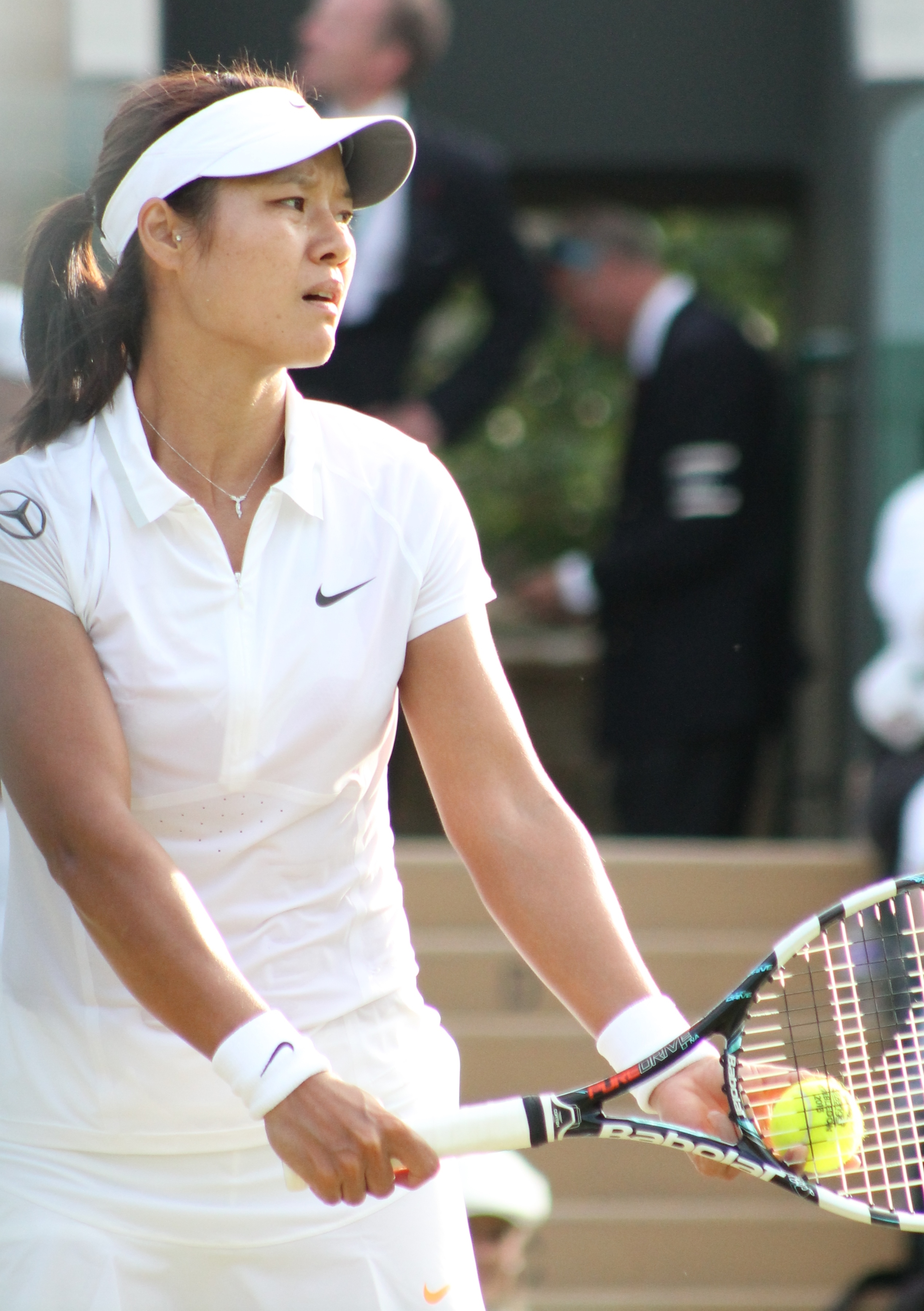
Li Na, winnares bij de vrouwen.

### Vrouwen
De als twintigste geplaatste Slowaakse Dominika Cibulková, die zowel het derde reekshoofd Maria Sjarapova als het vijfde reekshoofd Agnieszka Radwańska had uitgeschakeld, stoomde als eerste Slowaak (m/v) naar een grandslamfinale op. In de eindstrijd bleek Cibulková niet opgewassen tegen de ervaring van het vierde reekshoofd Li Na uit China. De finale werd in twee sets beslist in het voordeel van de Chinese, die haar derde Australian Open-finale eindelijk met succes kon besluiten.

## Dubbelspel

### Mannendubbelspel
De finale werd gewonnen door Łukasz Kubot (Polen) en Robert Lindstedt (Zweden). Zij versloegen de Amerikaan Eric Butorac en de Zuid-Afrikaan Raven Klaasen in twee sets.

### Vrouwendubbelspel
De als eerste geplaatste Italiaanse titelverdedigsters Sara Errani en Roberta Vinci slaagden erin hun titel te prolongeren. Zij versloegen in de finale het als derde geplaatste Russische koppel Jekaterina Makarova en Jelena Vesnina in drie sets.

### Gemengd dubbelspel
Het ongeplaatste duo Kristina Mladenovic (Frankrijk) / Daniel Nestor (Canada) won het toernooi. Zij versloegen in de finale het als zesde geplaatste koppel Sania Mirza (India) en Horia Tecău (Roemenië) in twee sets.

## Rolstoeltennis
Rolstoelmannenenkelspel

Finale: Shingo Kunieda (Japan) won van Gustavo Fernández (Frankrijk) met 6–0, 6–1
Rolstoelvrouwenenkelspel

Finale: Sabine Ellerbrock (Duitsland) won van Yui Kamiji (Japan) met 3–6, 6–4, 6–2
Quad-enkelspel

Finale: David Wagner won van Lucas Sithole (Zuid-Afrika) met 3–6, 7–5, 6–3
Rolstoelmannendubbelspel

Finale: Stéphane Houdet (Frankrijk) en Shingo Kunieda (Japan) wonnen van Gordon Reid (VK) en Maikel Scheffers (Nederland) met	6–3, 6–3
Rolstoelvrouwendubbelspel

Finale: Yui Kamiji (Japan) en Jordanne Whiley (VK) wonnen van Marjolein Buis (Nederland) en Jiske Griffioen (Nederland) met 	6–2, 6–7(3), 6–2
Quad-dubbelspel

Finale: Andy Lapthorne (VK) en David Wagner (VS) wonnen van Dylan Alcott (Australië) en Lucas Sithole (Zuid-Afrika) met 6-4, 6-4

## Junioren
Meisjesenkelspel

Finale: Jelizaveta Koelitsjkova (Rusland) won van Jana Fett (Kroatië) met 6-2, 6-1
Meisjesdubbelspel

Finale: Anhelina Kalinina (Oekraïne) en Jelizaveta Koelitsjkova (Rusland) wonnen van Katie Boulter (VK) en Ivana Jorović (Servië) met 6-4, 6-2
Jongensenkelspel

Finale: Alexander Zverev (Duitsland) won van Stefan Kozlov (VS) met 6-3, 6-0
Jongensdubbelspel

Finale: Lucas Miedler (Oostenrijk) en Bradley Mousley (Australië) wonnen van Quentin Halys (Frankrijk) en Johan-Sébastien Tatlot (Frankrijk) met 6-4, 6-3

## Uitzendrechten
De Australian Open was in Nederland en België te zien op Eurosport. Eurosport zond de Australian Open uit via de lineaire sportkanalen Eurosport 1 en Eurosport 2 en via de online streamingdienst, de Eurosport Player.
Bovendien werden de finales van het mannenenkelspel en het vrouwenenkelspel en de halve finales van de mannenenkelspel live uitgezonden op de publieke omroep NOS op NPO 1 en NOS.nl. De halve finales van het vrouwenenkelspel waren enkel te zien op NOS.nl.
1905 · 1906 · 1907 · 1908 · 1909 · 1910 · 1911 · 1912 · 1913 · 1914 · 1915 · 1916–1918 · 1919 · 1920 · 1921 · 1922 · 1923 · 1924 · 1925 · 1926 · 1927 · 1928 · 1929 · 1930 · 1931 · 1932 · 1933 · 1934 · 1935 · 1936 · 1937 · 1938 · 1939 · 1940 · 1941–1945 · 1946 · 1947 · 1948 · 1949 · 1950 · 1951 · 1952 · 1953 · 1954 · 1955 · 1956 · 1957 · 1958 · 1959 · 1960 · 1961 · 1962 · 1963 · 1964 · 1965 · 1966 · 1967 · 1968
↓ open tijdperk ↓
1969 (m-v-md-vd-gd) · 1970 (m-v-md-vd) · 1971 (m-v-md-vd) · 1972 (m-v-md-vd) · 1973 (m-v-md-vd) · 1974 (m-v-md-vd) · 1975 (m-v-md-vd) · 1976 (m-v-md-vd) · jan 1977 (m-v-md-vd) · dec 1977 (m-v-md-vd) · 1978 (m-v-md-vd) · 1979 (m-v-md-vd) · 1980 (m-v-md-vd) · 1981 (m-v-md-vd) · 1982 (m-v-md-vd) · 1983 (m-v-md-vd) · 1984 (m-v-md-vd) · 1985 (m-v-md-vd) · 1986 · 1987 (m-v-md-vd-gd) · 1988 (m-v-md-vd-gd) · 1989 (m-v-md-vd-gd) · 1990 (m-v-md-vd-gd) · 1991 (m-v-md-vd-gd) · 1992 (m-v-md-vd-gd) · 1993 (m-v-md-vd-gd) · 1994 (m-v-md-vd-gd) · 1995 (m-v-md-vd-gd) · 1996 (m-v-md-vd-gd) · 1997 (m-v-md-vd-gd) · 1998 (m-v-md-vd-gd) · 1999 (m-v-md-vd-gd) · 2000 (m-v-md-vd-gd) · 2001 (m-v-md-vd-gd) · 2002 (m-v-md-vd-gd) · 2003 (m-v-md-vd-gd) · 2004 (m-v-md-vd-gd) · 2005 (m-v-md-vd-gd) · 2006 (m-v-md-vd-gd) · 2007 (m-v-md-vd-gd) · 2008 (m-v-md-vd-gd) · 2009 (m-v-md-vd-gd) · 2010 (m-v-md-vd-gd) · 2011 (m-v-md-vd-gd) · 2012 (m-v-md-vd-gd) · 2013 (m-v-md-vd-gd) · 2014 (m-v-md-vd-gd) · 2015 (m-v-md-vd-gd) · 2016 (m-v-md-vd-gd) · 2017 (m-v-md-vd-gd) · 2018 (m-v-md-vd-gd) · 2019 (m-v-md-vd-gd)  · 2020 (m-v-md-vd-gd) · 2021 (m-v-md-vd-gd) · 2022 (m-v-md-vd-gd) · 2023 (m-v-md-vd-gd) · 2024 (m-v-md-vd-gd) · 2025 (m-v-md-vd-gd)
Lijst van Australian Openwinnaars